# Tour Hyperion (Helsinki)
La tour Hyperion est une tour d'habitation située dans le quartier Vuosaari d'Helsinki.

## Description
La tour Hyperion a été achevé à l'été 2023 du côté sud-est du  centre commercial Columbus et de la station de métro Vuosaari,.
La tour de 23 étages abrite 216 appartements en location. Les résidents peuvent utiliser, entre autres, une salle club, une terrasse sur le toit, une buanderie et des saunas avec vue.
À côté d'Hypérion, la tour Atlas, haute de de 120 mètres, est en cours de construction et devrait être achevée en 2024. 
Les tours ont été construites en même temps et leurs façades suivent le même style. 
La façade présente du béton teinté dans des tons de bronze métallique, sur lequel des motifs graphiques ont été réalisés,.

## Construction
La tour Hyperion appartient à la société d'investissement immobilier allemande Union Investment et son constructeur est Skanska. La valeur totale du projet était d'environ 74 millions d'euros, dont la valeur du contrat de Skanska était d'environ 47 millions.
La tour Hyperion est un bâtiment entièrement en béton dont la façade est constituée de panneaux sandwich. 
La technique est typique de la construction de bâtiments résidentiels standard, tandis que les tours sont généralement construites avec des murs porteurs à ossature, c'est-à-dire par la construction de murs porteurs à travers une ossature constituée de montants, qui est ensuite remplie de matériau isolant et consolidée avec des panneaux de lamelles orientées.
Hyperion a atteint sa hauteur finale en novembre 2022.

## Galerie

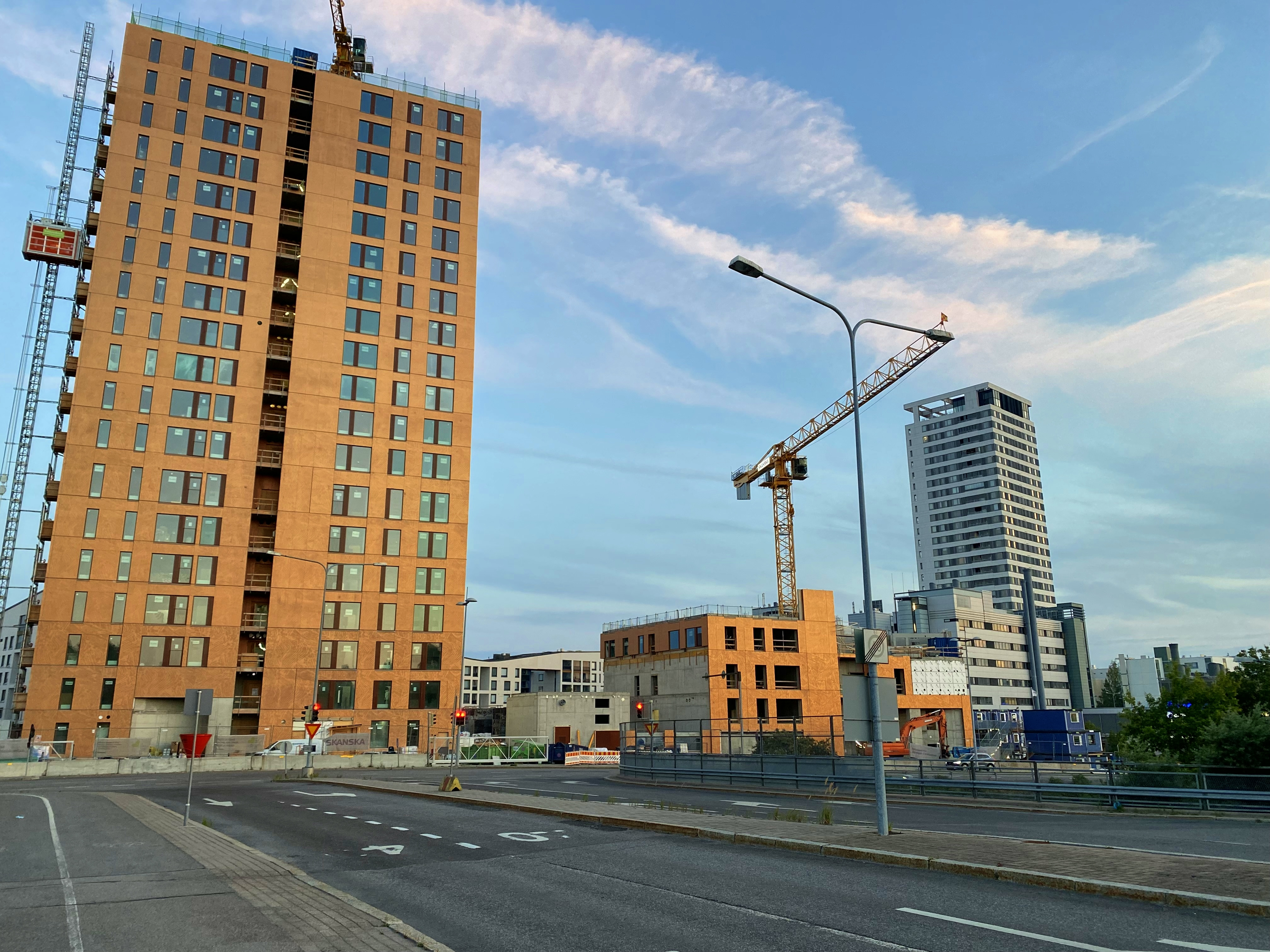
Le quartier en construction à l'été 2022, à gauche la tour Hyperion..